# Hsaing waing

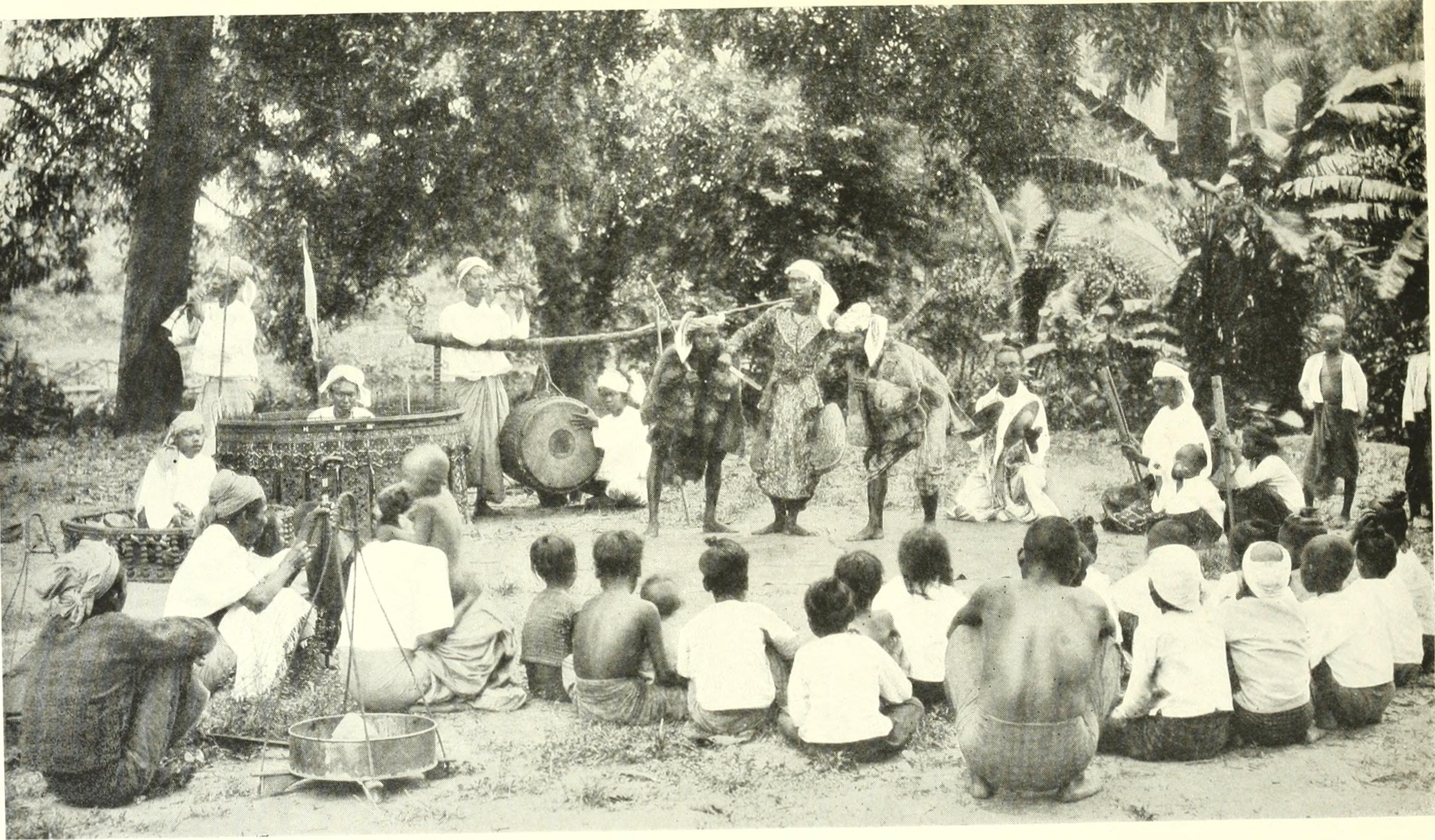
Un hsaing waing vers 1918

Le hsaing waing (birman : ဆိုင်းဝိုင်း, parfois surnommé orchestre traditionnel du Myanmar (birman : မြန်မာ့ဆိုင်း)) est un ensemble musical de musique traditionnelle birmane composé essentiellement de percussions,.

## Histoire
La musique traditionnelle birmane est une héritière de la musique indienne ancienne, qui avait développé la notion d'ensemble. Mais, alors que la musique indienne évoluait en mettant l'accent sur l'idée d'un soliste accompagné de percussions, la musique birmane, à l'images des autres musique d'Asie du Sud-Est, retenait l'idée d'ensemble en la faisant évoluer.
Les premières mentions historiques remontent au seizième siècle, à la cour du roi Tabinshwehti de la dynastie Taungû.

## Composition
- pat waing (en) : cercle de 21 percussions accordées
- hne : un instrument à anche double
- kyi waing : cercle de petits gongs en bronze accordés, plus dans les aigus, en cercle
- maung hsaing : autre cercle de petits gongs, plus dans les graves, dans un cadre rectangulaire

Ces instruments peuvent être supportés mélodiquement par d'autres percussions, et un wood-block ou des cymbales donnent le tempo et renforcent la structure musicale.
Bien que ne faisant pas partie de la composition traditionnelle  d'un hsaing-waing, peuvent se greffer à l'ensemble la saùng gauk (la harpe traditionnelle birmane) et le patala, un xylophone.

## Galerie

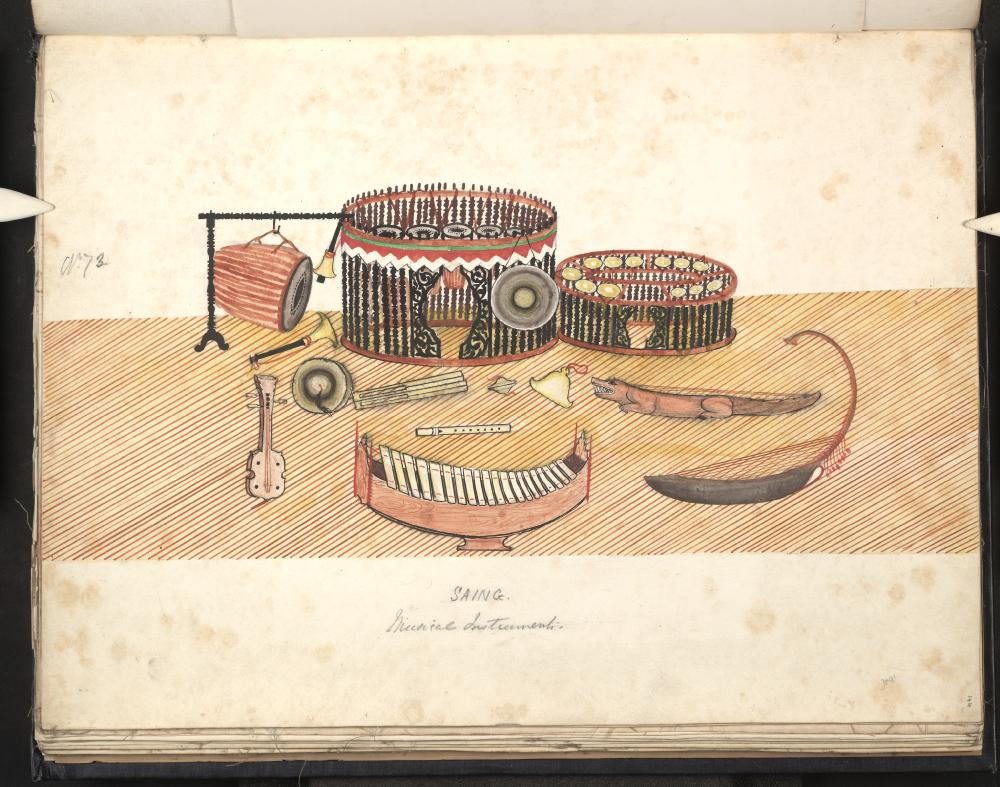
Instruments du hsaing waing. Peinture du dix-neuvième siècle
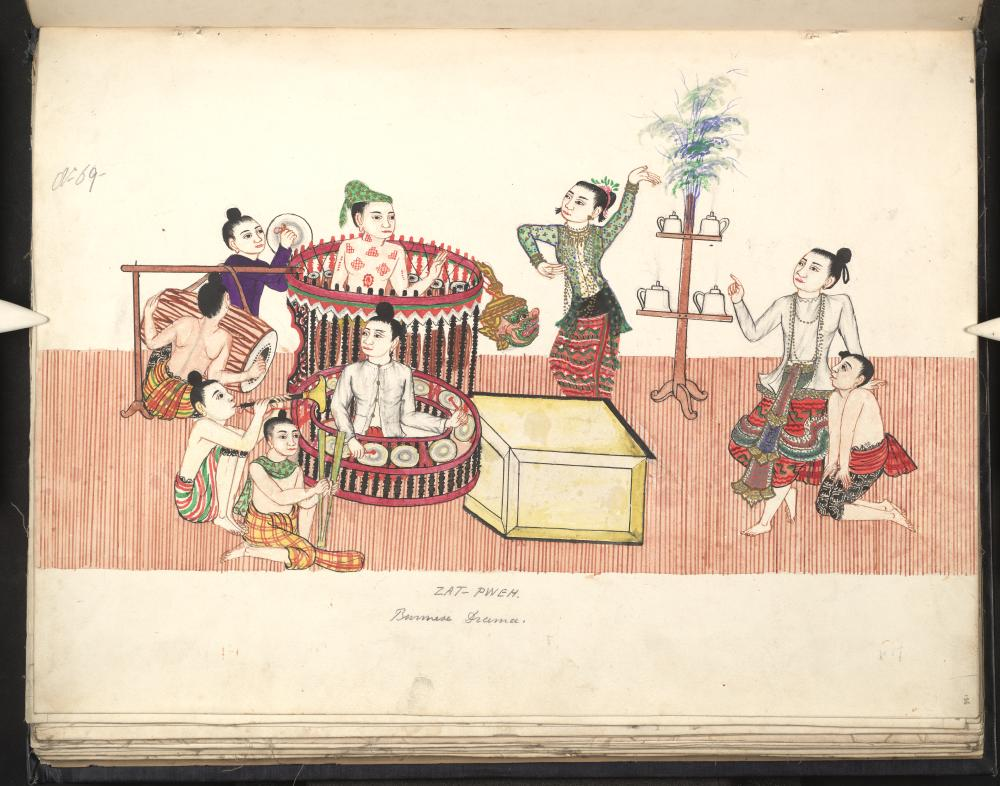
Un hsaingwaing dans un zat pwé

## Thèmes
Quand il accompagne des formes théâtrales, le hsaing waing utilise des thèmes associés à certains contextes. Par exemple, si l'ensemble joue le myin gin, une composition originellement jouée pour faire danser les chevaux, les spectateurs savent qu'il sera questions de chevaux.

## Répertoire
Selon l'ethnomusicologue Jacques Brunet, dans la musique birmane, à l'origine presque uniquement vocale « chaque composition - même instrumentale - peut être rappelée simplement en chantant les mots du poème qui lui donnent son caractère individuel. » , certaines chansons se transmettant de père en fils
- Mahāgīta : le corpus de toutes les chansons classiques birmanes
- Hsaing ti loun : répertoire de pièces instrumentales

## Pauses
Il est fréquent des Nau hta animent les pauses, instaurant des dialogues comiques ou permettant aux musiciens de donner des explications sur ce qui est joué.

## Articles connexes

Répartition des ensembles traditionnels de percussions en Asie du Sud-Est
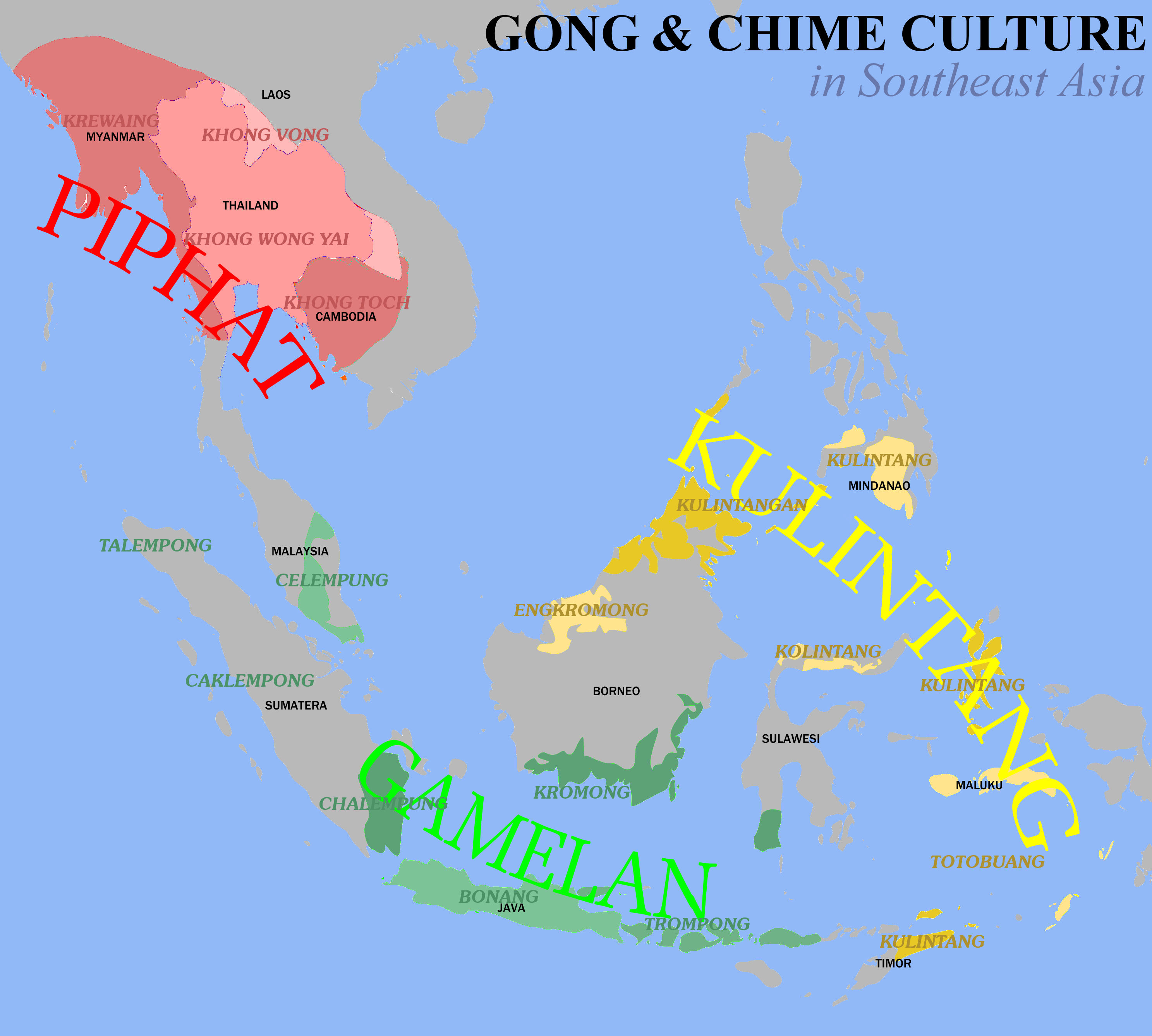